# Consistórios de Eugênio IV
O Papa Eugênio IV (1431 a 1447) criou 27 cardeais em seis consistórios 

## 19 de setembro de 1431
1. Francesco Condulmer † 30 de outubro de 1453
2. Angelotto Fosco † 12 de setembro de 1444

## 9 de agosto de 1437
1. Giovanni Vitelleschi † 2 de abril de 1440

## 18 de dezembro de 1439
Todos os novos cardeais receberam seus títulos em 8 de janeiro de 1440.
1. Regnault de Chartres † 4 de abril de 1444
2. Giovanni Berardi † 21 de janeiro de 1449
3. John Kempe † 22 de março de 1454
4. Niccolò d'Acciapaccio † 3 de abril de 1447
5. Louis de Luxembourg † 18 de setembro de 1443
6. Giorgio Fieschi † 8 de outubro de 1461
7. Isidoro de Kiev † 27 de abril de 1463
8. Basílio Bessarion † 18 de novembro de 1472
9. Gerardo Landriani Capitani † 9 de outubro de 1445
10. Zbigniew z Oleśnicy † 1 de abril de 1455
11. Antão Martins de Chaves † 6 de julho de 1447
12. Petrus von Schaumberg † 12 de abril de 1469
13. Jean Le Jeune † 9 de setembro de 1451
14. Dénes Szécsi † 1 de fevereiro de 1465
15. Guillaume d'Estouteville † 22 de janeiro de 1483
16. Juan de Torquemada, OP † 26 de setembro de 1468
17. Alberto Alberti † 3 de agosto de 1445

## 1 de julho de 1440
1. Ludovico Trevisano † 22 de março de 1465
2. Pietro Barbo † 26 de julho de 1471

## 2 de maio de 1444
1. Alfonso de Borja † 6 de agosto de 1458

## 16 de dezembro de 1446
1. Enrico Rampini † 4 de julho de 1450
2. Tommaso Parentucelli † 24 de março de 1455
3. Juan Carvajal  † 6 de dezembro de 1469
4. Giovanni de Primis, OSB † 21 de janeiro de 1449